# Карасик, Рувим Михайлович
Руви́м Миха́йлович Кара́сик (1893 — ?) — деятель советской юстиции. Прокурор Ивановской области. Входил в состав особой тройки НКВД СССР, внесудебного органа массовых репрессий.

## Биография
Рувим Михайлович Карасик родился в 1893 году. Основную часть своей деятельности связал с работой в органах советской юстиции.
- 1923 год — временно исполняющий обязанности прокурора Екатеринославской губернии.
- 1926 год — прокурор Екатеринославского округа.
- 1929 год — заведующий Организационно-инструкторским подотделом Прокуратуры Украинской ССР, помощник прокурора Украинской ССР.
- 1935—1938 годы — прокурор Ивановской Промышленной области, прокурор Ивановской области. Этот период отмечен вхождением в состав особой тройки, созданной по приказу НКВД СССР от 30.07.1937 № 00447[1] и активным участием в сталинских репрессиях[2].

Далее, в 1938 году Рувим Михайлович Карасик арестовывался и до 1940 года находился в заключении, а во второй половине XX века был реабилитирован. Иная информация о его судьбе отсутствует.

## Упоминание в литературе
Рувим Михайлович Карасик упоминается в 10 главе романа А. Солженицына Архипелаг ГУЛАГ при описании событий в городе Кадый, а также в Именном указателе этой книги.